# 김기덕 (방송인)
김기덕(金基悳, 1948년 7월 25일 ~ )은 대한민국의 방송인이자 교수이다.

## 주요 경력
- 와미디어 주식회사 사장

## 생애
충청남도 공주 신풍면 평소리에서 출생하였고, 지난날 한때 충청남도 공주 의당면에서 잠시 유아기를 보낸 적이 있으며 10살이 되던 해에 충청남도 천안으로 이사하여 초등학교를 다니다가 6학년 때 서울로 이주했다.
현재 오디오북 전문 메이커 ㈜와미디어 대표로 있는 김기덕은 대한민국을 대표하는 DJ이다.
현재 40년 이상 공중파 방송(MBC, SBS FM)에서 계속 프로그램을 진행하면서, 한국라디오 방송의 살아있는 전설로 새로운 기록을 세우고 있다.
1969년 TBC 동양방송의 방송영상콘테스트에서 입상한 바가 있으며 1972년 MBC 문화방송 아나운서로 입사하여 본격 방송 생활을 시작했다. 이후 1973년, 우연한 기회로 FM 방송프로그램인 「2시의 데이트 김기덕입니다」를 맡게 되며 본격적인 DJ로 명성을 얻게 된다. 그는 1979년 7년 동안의 아나운서 생활을 청산하고 라디오국으로 옮기면서 「별이 빛나는 밤에」, 「우리는 여고생」, 「7시의 희망가요」등 많은 프로그램의 진행을 맡으며 새로운 라디오스타로서 성장해갔다.
　특히 「2시의 데이트 김기덕입니다」는 1973년부터 1996년까지 만 22년 동안 방송하면서 최고의 인기를 누렸으며, 이러한 공로로 1994년 9월에는 단일 프로그램 최장수 진행자로 선정되어 영국 기네스협회로부터 인정서를 수여받기도 했다. (프로그램 진행 7000회 돌파: 한국기록)
　1989년 12월 MBC 방송연기대상에서 라디오부문 최우수상을 수상했으며 1996년 6월에는 20년 이상 라디오 방송에서 탁월한 업적을 남긴 방송인에게 수여되는 제 1회 「골든 마우스 상」을 DJ 이종환씨와 함께 수상했다. 1997년 8월에는 한국방송공사(KBS) 라디오가 뽑은 (연예가 산책) 「광복이후 대중문화를 빛낸 문화인 베스트 20인」에 선정되기도 했다.
　그후 김기덕은 MBC FM에서 「골든디스크 김기덕입니다」를 1997년부터 2010년까지 만 12년 이상 진행하면서 대한민국을 대표하는 PD겸 DJ로 명성을 이어갔다. 이러한 업적이 인정되어 2004년 9월에 한국 방송대상에서 「라디오부문 프로듀서상」을 수상함으로써 PD와 DJ부분을 함께 수상한 대한민국 최초의 인물이 되었다.
　1980년에는 유럽의 쌍레모 가요제와 유로비전 쏭 페스티벌을 직접 취재해 국내에 유로팝의 붐을 주도했으며 1990년에는 미국국무성초청으로 미국의 5대 음악도시(뉴욕, LA, 내쉬빌, 멤피스, 뉴올리언스)를 직접 방문 취재해서 팝음악의 올바른 보급에 앞장섰다. 공식 직책이 라디오국 PD였던 김기덕은 라디오 FM부장 (4CP), 라디오국 제작위원, 라디오 본부 국장 등을 역임해서 PD와 DJ뿐만 아니라 관리자로서 1인 3역의 역할을 하며, 라디오 방송의 발전에 이바지했다.
　이러한 그의 공로를 축하하기 위해 2003년 4월 63빌딩 컨벤션센터에서는 영국의 인기그룹 「스모키」를 비롯한 많은 연예인과 방송동료들이 함께한 자리에서 「김기덕 방송 30주년」기념 공연이 거행되기도 했다.
　또한 2002년부터 2005년까지는 명지 전문대 실용음악과 겸임교수(부교수)로, 2010년부터 2012년까지는 한국음악교육진흥원 원장을 역임하면서 후학 양성에 기여했다.
　그 후 2006년 위성 DMB 방송 업체인 ㈜와미디어의 대표이사로 취임한 김기덕은 오디오북 전문기업으로 사업영역을 확대하면서 새로운 인생에 도전하고 있다.
2011년 11월에는 제 12회 대한민국 대중문화예술상 시상식에서 국무총리상을 수상했다. 이는 40년 동안 그가 라디오 방송 발전에 이바지한 공적을 인정받은 것이다.
　또한 2011년에는 38년동안 몸담았던 MBC를 떠나 SBS 러브FM으로 자리를 옮겨 매주 주말(토·일) 14:05~16:00에 방송되는 「2시의 뮤직쇼 김기덕입니다」를 2017년 3월 19일까지 진행을 마쳤다.
　그의 방송에 대한 열정과 도전은 계속되고 있으며 라디오의 살아있는 전설로 새로운 기록을 갱신하고 있다.

## 방송
- 1973년~1996년 MBC FM 「2시의 데이트 김기덕입니다」 PD 겸 진행
- 1978년 MBC 라디오 「별이 빛나는 밤에」진행
- 1996년~2010년 MBC FM 「골든디스크 김기덕입니다」PD 겸 진행
- 2011년 4월 9일~2017년 3월 19일 SBS 러브FM 「2시의 뮤직쇼 김기덕입니다」진행

## 수상
- 1989년 12월 제12회 MBC 연기대상 라디오부문 최우수상 수상
- 1994년 9월 기네스북 인증 (단일 프로그램 최장수 진행 「2시의 데이트 김기덕입니다.」- 7000회 돌파)
- 1996년 6월 제1회 MBC 골든마우스 선정
- 1997년 8월 한국방송공사 라디오 선정 광복 이후 대중문화를 빛낸 BEST 20인 선정
- 2004년 9월 제31회 한국방송대상 라디오부문 PD상 수상
- 2011년 11월 대한민국대중문화예술상 국무총리 표창

## 저서
- 1973년 「극적 측면에서의 무의 분석」. 석사학위논문
- 1984년 「POP PM 2:00」. 서울음악사 (음악칼럼집)
- 1986년 「 팝음악의 세계 」. 중앙일보사
- 1992년 「 끼에 살고 큐에 살고 」. 나남출판사 (수필집)
- 2002년 「 DJ론 」. 나남출판사 (논문)
- 2003년 「 한국인이 좋아하는 팝송 」. 삼호출판사
- 2007년 「한국인이 좋아하는 팝아티스트 100」. 삼호출판사

## 일생

### 경력
- 1972년 MBC 아나운서 입사
- 1994년 MBC 라디오 FM 부장 (4CP)
- 1996년 라디오본부 제작위원
- 1998년 MBC 라디오본부 국장
- 2005년~2008년 명지전문대 실용음악과 겸임교수
- 2006년 ㈜와미디어 대표이사 취임 (오디오북 전문제작사)
- 2011년 한국음악교육진흥원 원장
- 현재 ㈜와미디어 대표

### 학력
- 1966년 2월 용산고등학교 졸업 (제17회)
- 1970년 3월 동국대학교 연극영화학과(부전공: 신문방송학) 학사
- 1973년 3월 동국대학교 대학원 연극영화학과 석사 (민속극 전공 문학석사)

## 팝, 라디오에서의 위상
방송인 김기덕은 탁월한 기획력과 뜨거운 열정으로 지난 40여 년 동안 라디오 음악방송을 이끌어 왔다.
70년대, 그는 당시 라디오 프로그램에서 한 번도 시도되지 않았던 팝에 대한 전문적인 해석을 곁들인 다양한 기획 프로그램들을 제작해 취약했던 FM방송의 위상을 높였다. 80년대에는 드라마를 음악과 접목시킨 새롭고 파격적인 프로그램들을 개발해 청소년층 뿐 아니라 중장년층까지 라디오 청취층을 넓혔다. 90년대에는 팝음악의 체계와 이론을 본격적으로 통계화, 문서화하는 방대한 작업을 완료해, 한 단계 업그레이드 된 전문 음악 방송 프로그램을 개발하여 FM 방송의 새로운 지평을 열었다. 2000년대에는 지금까지 쌓아온 경험을 기반으로 디지털 라디오시대에 적합한 음악프로그램이 대중 속에 정착할 수 있도록 이바지하고 있다. 그가 라디오 프로듀서(PD)로써 그리고 진행자로써(DJ) 라디오 방송에 끼친 공적은 다음 3가지로 정리 할 수 있다.
영상시대에 대비한 라디오 방송의 나아갈 방향을 제시했다. 대표적인 작품은 MBC-FM에서 2000년부터 2010년까지 「골든디스크 김기덕입니다」의 코너로 방송된 『음악에세이-노래가 있는 풍경』이다. 시적인 대사와 아름다운 음악, 그리고 생생한 효과음이 어우러져 전혀 새로운 라디오 드라마 형식으로 진행된 이 프로그램은, 방송인 김기덕의 방송철학이 담긴 작품으로 라디오의 장점인 청취자들의 상상력을 동원한 그의 대표작이다. 음악과 특수효과를 조화시켜 FM 시대를 앞당긴 [스테레오 이펙트 쇼], 음악을 극적으로 구성한 [뮤직드라마] 등이 김기덕이 라디오 방송에서 시도한 대표적인 프로그램이다.
또한 1980년대 초에는 음악과 토크(Talk)를 융합시켜 라디오 토크 프로그램의 가능성을 제시한 [뮤직 토크쇼]를 만들었고, 1992년에는 한국 최초로 인터넷(당시 PC통신)채팅 프로그램을 개발, 통신과 방송의 융합이라는 어려운 숙제를 해결했다. 이는 최근에 라디오 방송의 대세를 이루고 있는, PC와 스마트폰을 이용해 실시간 사연과 신청곡을 받아 방송하는 디지털 라디오 방송의 시대에 대비한 최초의 기록이다.
외국 대중음악(POP Music)의 올바른 보급을 통해 청소년은 물론 국민 정서함양에 이바지했다. 특히 한국인의 정서와 감성의 현주소를 한눈에 알 수 있는 [한국인이 좋아하는 팝송 차트]를 완성했다는 것이다. 1977년부터 매년 청취자 엽서에 의해 선정되어온 이 차트는, 2002년에는 새로운 매체인 인터넷을 통해 투표가 진행되었으며, 총 186,673명의 네티즌이 참여했다. 그밖에도 팝음악의 역사와 변천과정을 체계적으로 정리하여, 이 땅에 무분별하게 보급되었던 팝음악의 질서를 회복했다는 점 또한 그의 공적이다. 이를 위해 팝 음악을 쉽게 알 수 있도록 팝의 역사와 장르에 대해 매주 특집 방송을 편성해 방송했으니, 「20세기 팝뮤직 결산」, 「팝의 장르별 역사」,「팝의 연도별 결산」등이 그가 만든 대표적인 프로그램이다. 이렇게 체계화된 팝음악 이론은 팝문화 발전의 계기가 되었으며, 70년대와 80년대 그가 체계화시킨 팝 프로그램을 듣고 자란 세대가(10대) 성장하여 90년대 우리가요의 르네상스에 결정적인 계기를 마련했다. 그밖에도 외국 팝 아티스트 초청공연을 통해 한국적인 공연 문화창달에 이바지하였으니 <아라베스크>, <제럴드 졸링>, <티시 히노호사>, <가이스 &돌스>의 내한 공연을 비롯해서, 영상음악의 예술성을 재인식시킨 《영상음악대공연》, 팝과 클래식을 접목시킨 《FM 콘서트》(1986~1992년까지 5회 이상 방송됨), 전문 음악DJ 양성을 위한 《DJ 콘테스트》 등이 그가 음악발전을 위해 기획한 공연 프로그램이다.
또 많은 음악전문 서적을 저술하여, 가요발전은 물론 팝 문화 정착에 이바지했다. 대표적인 저술로는 음악칼럼집 《POP PM 2:00》(서울음악사, 1984년), 《팝 음악의 세계》(중앙일보사, 1986년), 그리고 방송 수필집 《끼에 살고 큐에 살고》(나남 출판사, 1992년)등이 있다. 2003년에는 10만여 명의 네티즌 투표에 의해 선정된 팝송을 자세한 해설과 함께 엮은 《한국인이 좋아하는 팝송 100》이라는 책자를 출간하기도 했다. 또한 2007년에는 145,442명의 네티즌들의 투표를 기반으로 인기 팝 아티스트 100명을 집대성한 대작 《한국인이 좋아하는 팝 아티스트 100》을 펴내, 현재까지도 좋은 반응을 얻고 있다. 특히 1979년부터 1995년까지 매달 2회씩 음악전문책자를 (POP PM2:00) 발표(지령 300호 32page 4.6배판)하여 청소년들에게 음악에 대한 정보제공은 물론 팝 음악의 이론을 정립했다.

## 기타
- 1980년대 이종환, 김광한과 함께 ‘3대 DJ’로 불렸다.[3]